# 블랙번

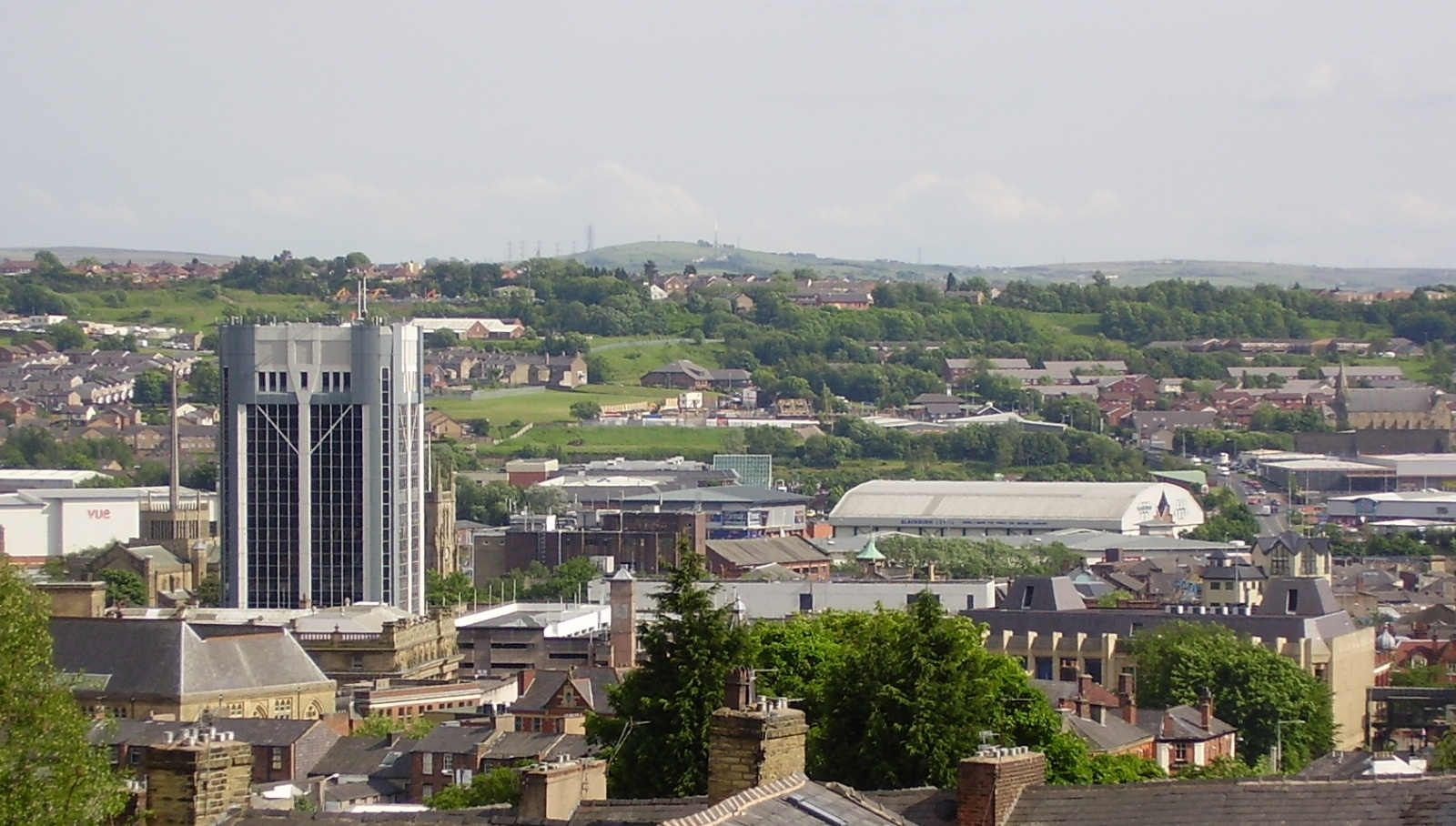
블랙번

블랙번(Blackburn)은 랭커셔주의 도시로, 인구는 105,085명이다.